# Eucteanus elegans
Eucteanus elegans là một loài bọ cánh cứng trong họ Endomychidae. Loài này được Arrow miêu tả khoa học năm 1937.